# Surniculus
Surniculus é um gênero de aves da família Cuculidae.
As seguintes espécies são reconhecidas:
- Surniculus velutinus Sharpe, 1877
- Surniculus lugubris (Horsfield, 1821)
- Surniculus dicruroides (Hodgson, 1839)
- Surniculus musschenbroeki Meyer, AB, 1878